# Julia Simonová
Julia Simonová, nepřechýleně Julia Simon (* 9. října 1996 Albertville), je francouzská biatlonistka, desetinásobná mistryně světa a vítězka celkového hodnocení Světového poháru v roce 2022/2023.
Biatlonu se věnuje od roku 2009. Ve Světovém poháru debutovala v roce 2017. Ve své dosavadní kariéře zvítězila v jedenácti individuálních závodech, když poprvé triumfovala v březnu 2020 ve stíhacím závodě v Kontiolahti. Dalších dvanáct vítězství přidala v kolektivních závodech s francouzskou štafetou.

## Výsledky

### Olympijské hry a mistrovství světa
| Sezóna  | D   | Místo                | SP  | SZ  | HZ  | IZ  | ŠT  | SŠT | SZD | Věk    |
| ------- | --- | -------------------- | --- | --- | --- | --- | --- | --- | --- | ------ |
| 2017/18 | ZOH | Pchjongčchang        | –   | –   | –   | –   | –   | –   | –   | 21 let |
| 2018/19 | MS  | Östersund            | 61. | –   | –   | 24. | 8.  | 8.  | 7.  | 22 let |
| 2019/20 | MS  | Anterselva           | 41. | 35. | 5.  | 31. | 14. | 7.  | –   | 23 let |
| 2020/21 | MS  | Pokljuka             | 28. | 22. | 16. | DNF | 8.  | 5.  | 1.  | 24 let |
| 2021/22 | ZOH | Peking               | 29. | 8.  | 6.  | 21. | 6.  | 2.  | ×   | 25 let |
| 2022/23 | MS  | Oberhof              | 10. | 1.  | 3.  | 5.  | 4.  | 3.  | –   | 26 let |
| 2023/24 | MS  | Nové Město na Moravě | 1.  | 1.  | 4.  | 3.  | 1.  | 1.  | –   | 27 let |
| 2024/25 | MS  | Lenzerheide          | 7.  | 12. | 22. | 1.  | 1.  | 1.  | 1.  | 28 let |

Poznámka: Výsledky z olympijských her se do hodnocení světového poháru nezapočítávají, výsledky z mistrovství světa se dříve započítávaly, od mistrovství světa v roce 2023 se nezapočítávají.

### Světový pohár

#### Sezóna 2022/2023
| ČSP              | Místo            | SP             | SZ  | HZ | IZ | ŠT | SŠT | SZD |
| ---------------- | ---------------- | -------------- | --- | -- | -- | -- | --- | --- |
| 1.               | Kontiolahti      | 16.            | 1.  | –  | 5. | 4. | –   | –   |
| 2.               | Hochfilzen       | 3.             | 1.  | –  | –  | 1. | –   | –   |
| 3.               | Annecy           | 15.            | 3.  | 2. | –  | –  | –   | –   |
| 4.               | Pokljuka         | 2.             | 3.  | –  | –  | –  | 1.  | –   |
| 5.               | Ruhpolding       | –              | –   | 1. | 3. | –  | –   | –   |
| 7.               | Anterselva       | 9.             | 18. | –  | –  | 1. | –   | –   |
| 8.               | Nové Město       | 9.             | 4.  | –  | –  | –  | –   | –   |
| 9.               | Östersund        | –              | –   | 3. | 4. | –  | –   | –   |
| 10.              | Holmenkollen     | 5.             | ZRU | 5. | –  | –  | –   | –   |
| Celkové umístění | Celkové umístění | 3.             | 1.  | 1. | 2. | 1. | 1.  | 1.  |
| Celkové umístění | Celkové umístění | 1093 bodů (1.) |     |    |    | 1. | 1.  | 1.  |

#### Sezóna 2023/2024
| ČSP              | Místo             | SP            | SZ  | HZ | IZ  | ŠT | SŠT | SZD |
| ---------------- | ----------------- | ------------- | --- | -- | --- | -- | --- | --- |
| 1.               | Östersund         | 16.           | 7.  | ×  | 31. | 5. | –   | 3.  |
| 2.               | Hochfilzen        | 7.            | 5.  | ×  | ×   | 3. | ×   | ×   |
| 3.               | Lenzerheide       | 4.            | 2.  | 6. | ×   | ×  | ×   | ×   |
| 4.               | Oberhof           | 10.           | 1.  | ×  | ×   | 1. | ×   | ×   |
| 5.               | Ruhpolding        | 10.           | 13. | ×  | ×   | 1. | ×   | ×   |
| 6.               | Anterselva        | ×             | ×   | 1. | 2.  | ×  | –   | 7.  |
| 8.               | Oslo-Holmenkollen | ×             | ×   | 2. | 16. | ×  | 1.  | –   |
| 9.               | Soldier Hollow    | 7.            | 3.  | ×  | ×   | –  | ×   | ×   |
| 10.              | Canmore           | 4.            | 4.  | 7. | ×   | ×  | ×   | ×   |
| Celkové umístění | Celkové umístění  | 6.            | 2.  | 2. | 5.  | 3. | 2.  | 2.  |
| Celkové umístění | Celkové umístění  | 994 bodů (5.) |     |    |     | 3. | 2.  | 2.  |

#### Sezóna 2024/2025
| ČSP              | Místo                | SP            | SZ  | HZ  | IZ  | ŠT | SŠT | SZD |
| ---------------- | -------------------- | ------------- | --- | --- | --- | -- | --- | --- |
| 1.               | Kontiolahti          | 47.           | ×   | 2.  | 31. | 2. | –   | 2.  |
| 2.               | Hochfilzen           | 17.           | 6.  | ×   | ×   | 2. | ×   | ×   |
| 3.               | Annecy               | 7.            | 2.  | 6.  | ×   | ×  | ×   | ×   |
| 4.               | Oberhof              | 12.           | 10. | ×   | ×   | ×  |     |     |
| 5.               | Ruhpolding           | ×             | ×   | 26. | 21. | 3. | ×   | ×   |
| 6.               | Anterselva           | 5.            | 2.  | ×   | ×   | 3. | ×   | ×   |
| 7.               | Nové Město na Moravě | 3.            | 1.  | ×   | ×   | 1. | ×   | ×   |
| 8.               | Pokljuka             | ×             | ×   | 12. | 1.  | ×  | –   | –   |
| 9.               | Oslo-Holmenkollen    | 5.            | 14. | 20. | ×   | ×  | ×   | ×   |
| Celkové umístění | Celkové umístění     | 5.            | 2.  | 6.  | 5.  | 1. | 2.  | 2.  |
| Celkové umístění | Celkové umístění     | 902 bodů (3.) |     |     |     | 1. | 2.  | 2.  |

## Vítězství v závodech světového poháru a na mistrovství světa

### Individuální
| Č.                           | sezóna    | datum             | místo                            | disciplína                  |
| ---------------------------- | --------- | ----------------- | -------------------------------- | --------------------------- |
| 1.                           | 2019/2020 | 14. března 2020   | Kontiolahti, Finsko              | stíhací závod               |
| 2.                           | 2020/2021 | 17. ledna 2021    | Oberhof, Německo                 | závod s hromadným startem   |
| 3.                           | 2020/2021 | 23. ledna 2021    | Anterselva, Itálie               | závod s hromadným startem   |
| 4.                           | 2021/2022 | 11. března 2022   | Otepää, Estonsko                 | sprint                      |
| 5.                           | 2022/2023 | 4. prosince 2022  | Kontiolahti, Finsko              | stíhací závod               |
| 6.                           | 2022/2023 | 10. prosince 2022 | Hochfilzen, Rakousko             | stíhací závod               |
| 7.                           | 2022/2023 | 15. ledna 2023    | Ruhpolding, Německo              | závod s hromadným startem   |
| MS                           | 2022/2023 | 12. února 2023    | Oberhof, Německo (MS)            | stíhací závod               |
| 8.                           | 2023/2024 | 6. ledna 2024     | Oberhof, Německo                 | stíhací závod               |
| 9.                           | 2023/2024 | 21. ledna 2024    | Anterselva, Itálie               | závod s hromadným startem   |
| MS                           | 2023/2024 | 9. února 2024     | Nové Město na Moravě, Česko (MS) | sprint                      |
| MS                           | 2023/2024 | 11. února 2024    | Nové Město na Moravě, Česko (MS) | stíhací závod               |
| MS                           | 2024/2025 | 18. února 2025    | Lenzerheide, Švýcarsko (MS)      | vytrvalostní závod          |
| 10.                          | 2024/2025 | 8. března 2025    | Nové Město na Moravě, Česko      | stíhací závod               |
| 11.                          | 2024/2025 | 13. března 2025   | Pokljuka, Slovinsko              | zkrácený vytrvalostní závod |
| – závod na mistrovství světa |           |                   |                                  |                             |

### Kolektivní
| Č.                           | sezóna    | datum             | místo                            | disciplína           |
| ---------------------------- | --------- | ----------------- | -------------------------------- | -------------------- |
| 1.                           | 2018/2019 | 19. ledna 2019    | Ruhpolding, Německo              | štafeta              |
| 2.                           | 2019/2020 | 25. ledna 2020    | Pokljuka, Slovinsko              | smíšená štafeta      |
| 3.                           | 2020/2021 | 10. ledna 2021    | Oberhof, Německo                 | smíšený závod dvojic |
| 4.                           | 2020/2021 | 18. února 2021    | Pokljuka, Slovinsko (MS)         | smíšený závod dvojic |
| 5.                           | 2021/2022 | 5. prosince 2021  | Östersund, Švédsko               | štafeta              |
| 6.                           | 2021/2022 | 14. ledna 2022    | Ruhpolding, Německo              | štafeta              |
| 7.                           | 2022/2023 | 11. prosince 2022 | Hochfilzen, Rakousko             | štafeta              |
| 8.                           | 2022/2023 | 8. ledna 2023     | Pokljuka, Slovinsko              | smíšená štafeta      |
| 9.                           | 2022/2023 | 22. ledna 2023    | Anterselva, Itálie               | štafeta              |
| 10.                          | 2023/2024 | 7. ledna 2024     | Oberhof, Německo                 | štafeta              |
| 11.                          | 2023/2024 | 10. ledna 2024    | Ruhpolding, Německo              | štafeta              |
| MS                           | 2023/2024 | 7. února 2024     | Nové Město na Moravě, Česko (MS) | smíšená štafeta      |
| MS                           | 2023/2024 | 17. února 2024    | Nové Město na Moravě, Česko (MS) | štafeta              |
| 12.                          | 2023/2024 | 3. března 2024    | Holmenkollen, Norsko             | smíšená štafeta      |
| MS                           | 2024/2025 | 12. února 2025    | Lenzerheide, Švýcarsko (MS)      | smíšená štafeta      |
| MS                           | 2024/2025 | 20. února 2025    | Lenzerheide, Švýcarsko (MS)      | smíšený závod dvojic |
| MS                           | 2024/2025 | 22. února 2025    | Lenzerheide, Švýcarsko (MS)      | štafeta              |
| 13.                          | 2024/2025 | 9. března 2025    | Nové Město na Moravě, Česko      | štafeta              |
| – závod na mistrovství světa |           |                   |                                  |                      |